# میکل آلونسو

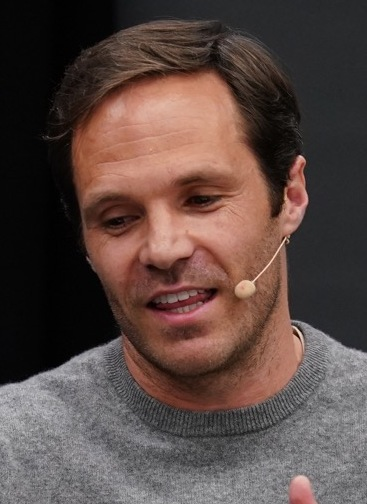
میکل آلونسو در حال مصاحبه

میکل آلونسو (انگلیسی: Mikel Alonso؛ زادهٔ ۱۷ مهٔ ۱۹۸۰) بازیکن فوتبال اهل اسپانیا است که در پست هافبک بازی می کند.
از باشگاه‌هایی که در آن بازی کرده‌است می‌توان به نومانسیا، تنریف، بولتون واندرز، چارلتون اتلتیک، و رئال سوسیداد اشاره کرد.